# Дрексельський університет
Дрексельський університет[джерело?] (англ. Drexel University) — приватний некомерційний вищий навчальний заклад у місті Філадельфія, Пенсільванія, США. В університеті здобуває освіту понад 26 000 студентів.

## Історія університету
Дрексельський університет був відкритий у 1892 році як Інститут мистецтва, науки та індустрії. Засновником інституту був американський фінансист Ентоні Джозеф Дрексель. 
Першим президентом інституту був Джеймс Макалістер.
У 1905 році факультет мистецтва був закритий, а інститут придбав додаткові будівлі. Кількість студентів тоді також зросла з 70 до 500.
Перші наукові ступені в інституті були запропоновані у 1931 році. У 1936 році виш отримав назву «Дрексельський інститут технологій». 
У 1970 році інститут став Дрексельським університетом.

## Структура
- Академія природничих наук
- Школа права Томаса Р. Кліна
- Школа громадського здоров'я
- Університетська лікарня Ганемана

Коледжі

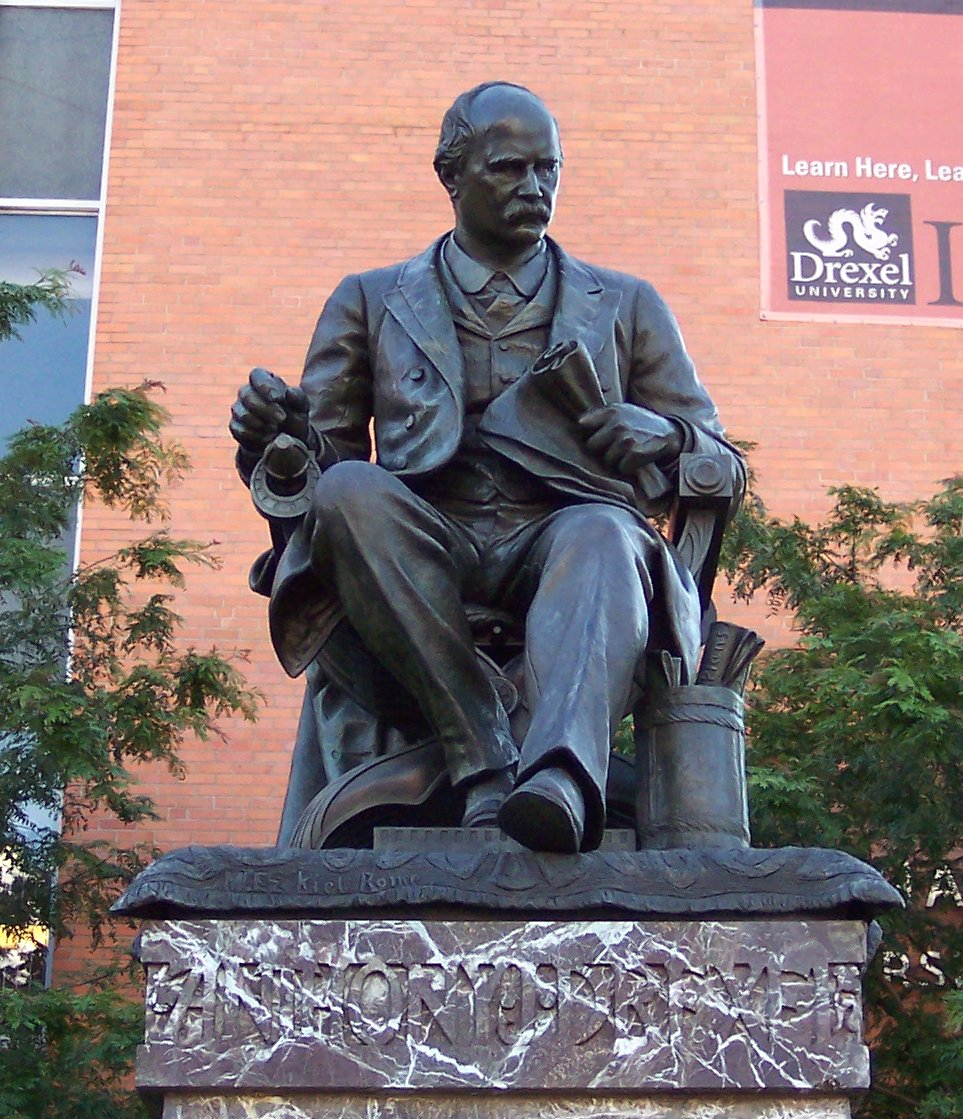
Пам'ятник Ентоні Джозефу Дрекселю на території університету

- Коледж мистецтв та дизайну Антуанет Вестфал
- Коледж бізнесу Беннетт С. Лебов
- Коледж мистецтв і наук
- Інженерний коледж
- Коледж обчислювальної техніки та інформатики
- Медичний коледж
- Коледж медсестер та медичних працівників
- Коледж досліджень Річарда К. Ґудвіна
- Коледж Пенонні

## Персоналії
Науковці університету
- Богдан-Тарас Гнатюк — український науковець, громадський діяч та інженер.
- Юрій Гогоці — український науковець в галузі хімії, матеріалознавства та нанотехнологій.

Випускники
- Марко Андрейчик — американський дослідник української літератури та перекладач.
- Алассан Уаттара — івуарійський політичний діяч, прем'єр-міністр Кот-д'Івуару в листопаді 1990 — грудні 1993.
- Чімаманда Нґозі Адічі — нігерійська письменниця.

## Світлини

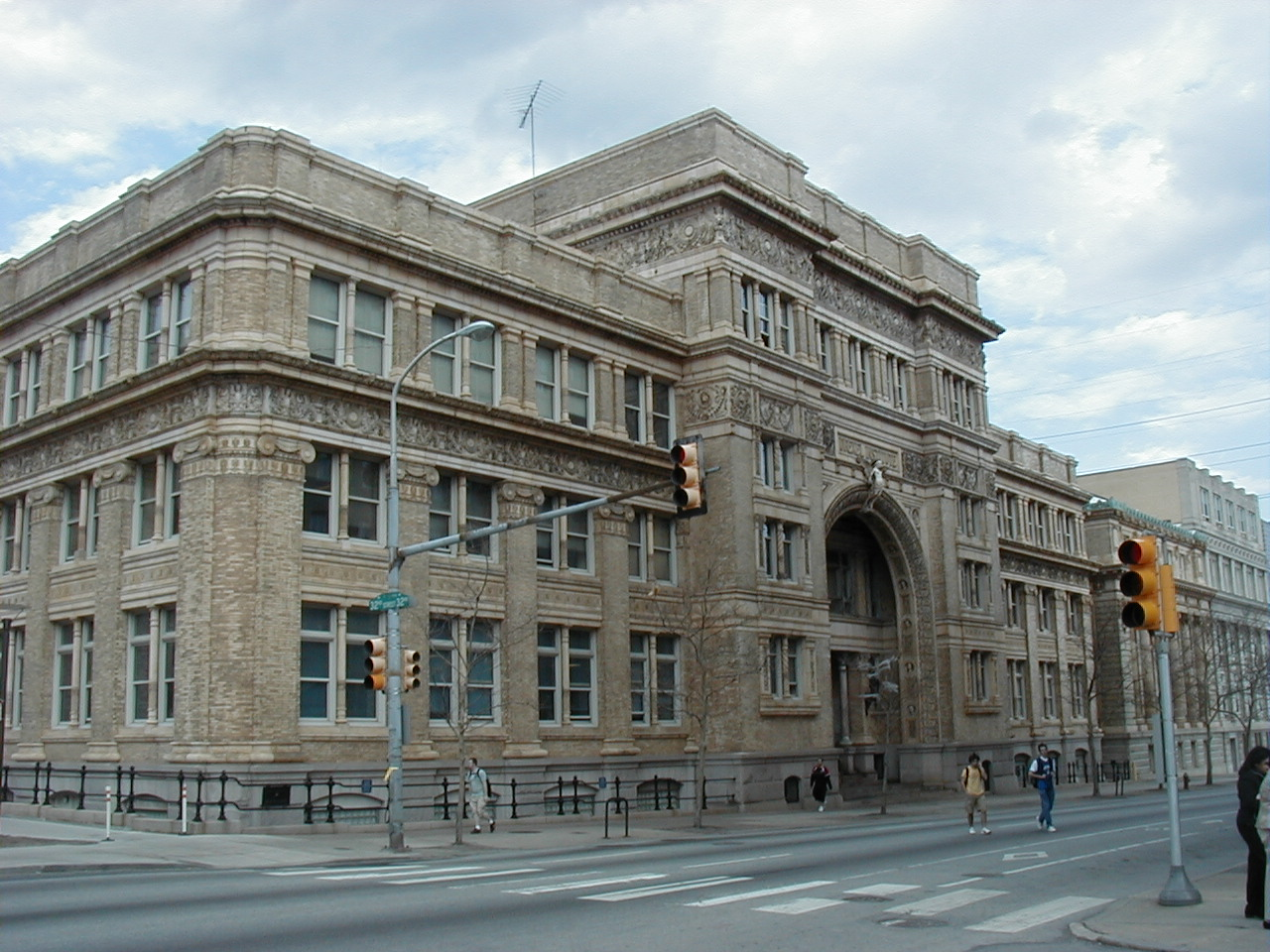
Головний корпус інституту з 1891 року
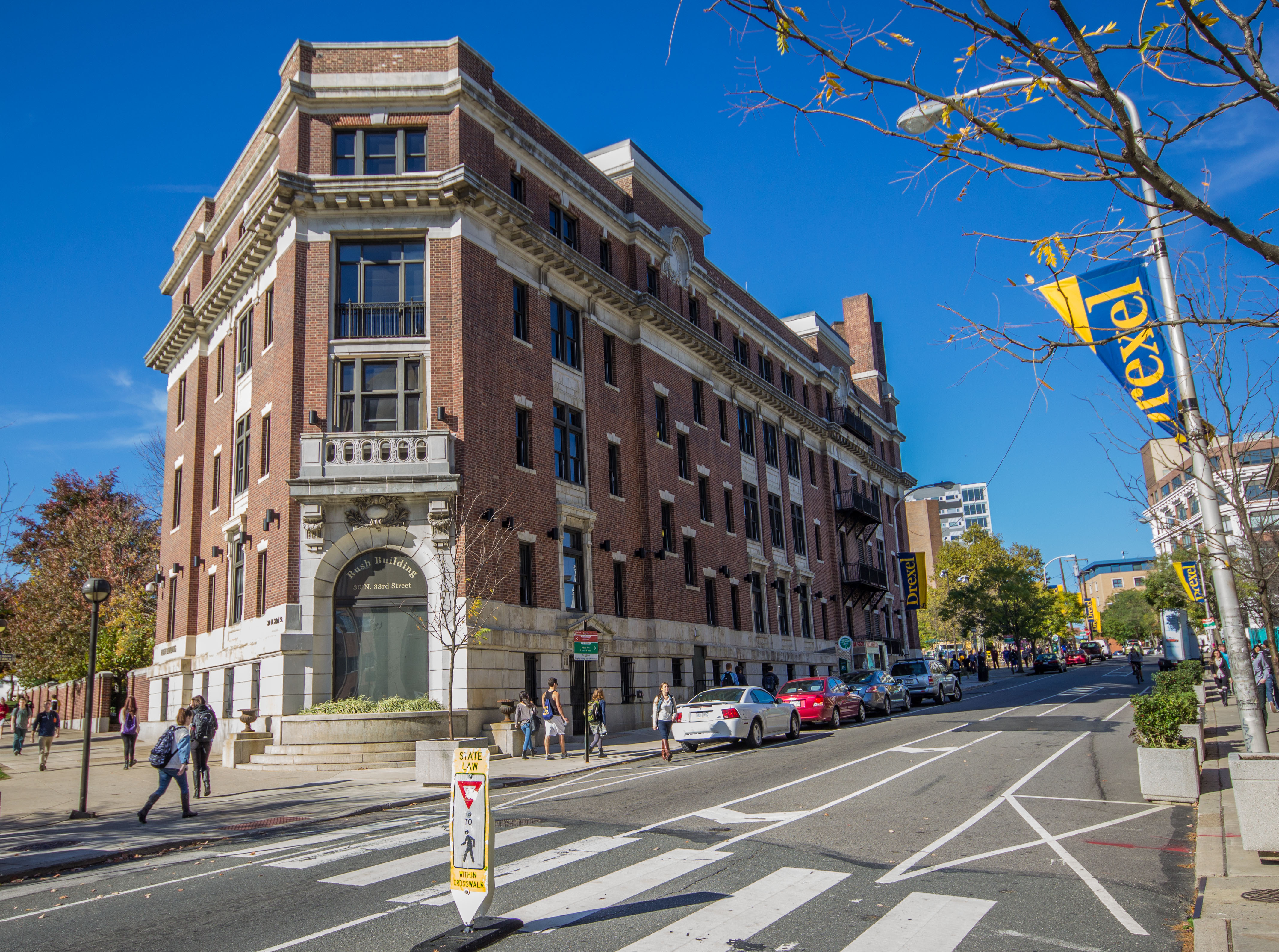
Коледж обчислювальної техніки та інформатики
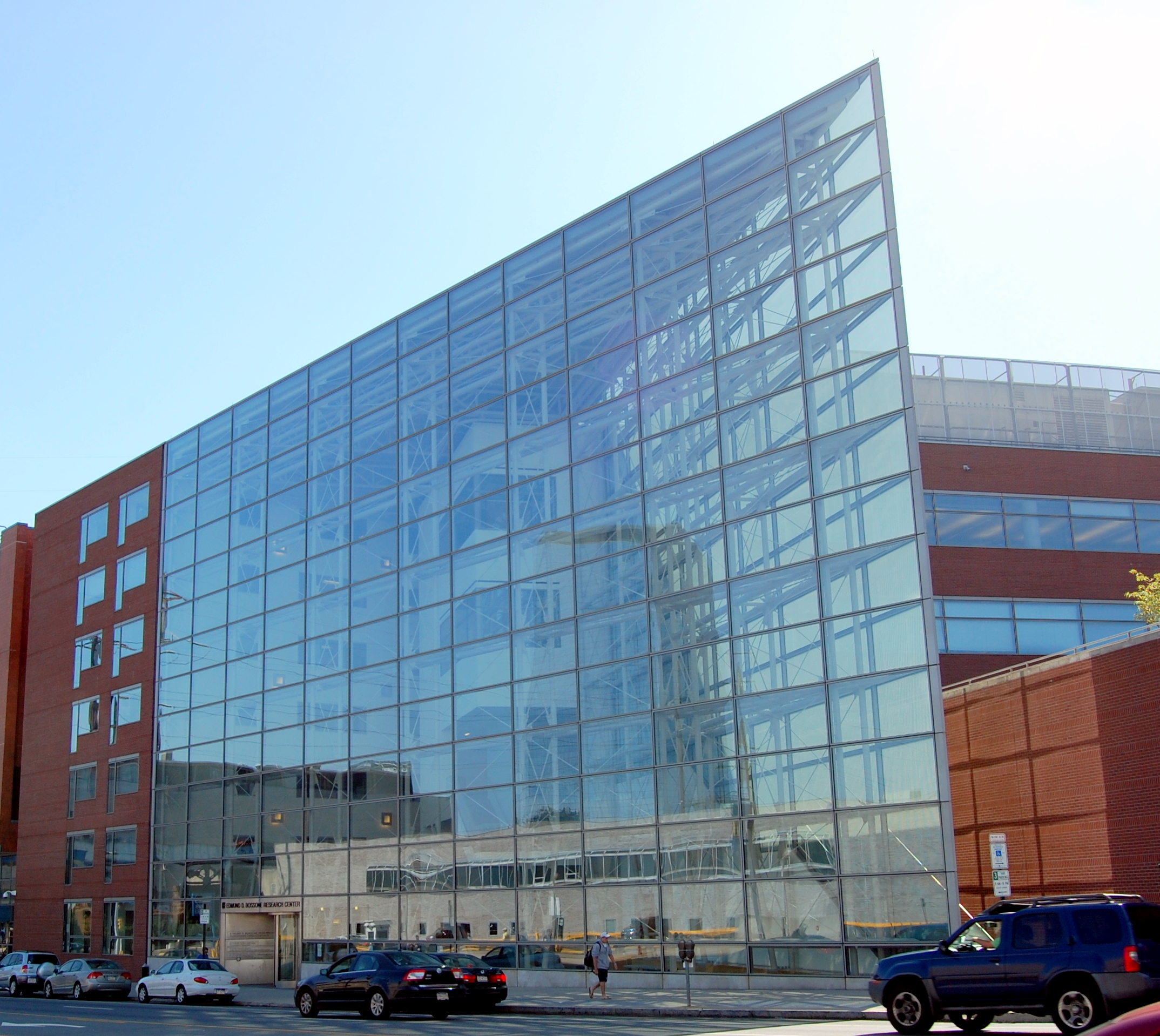
Коледж обчислювальної техніки та інформатики
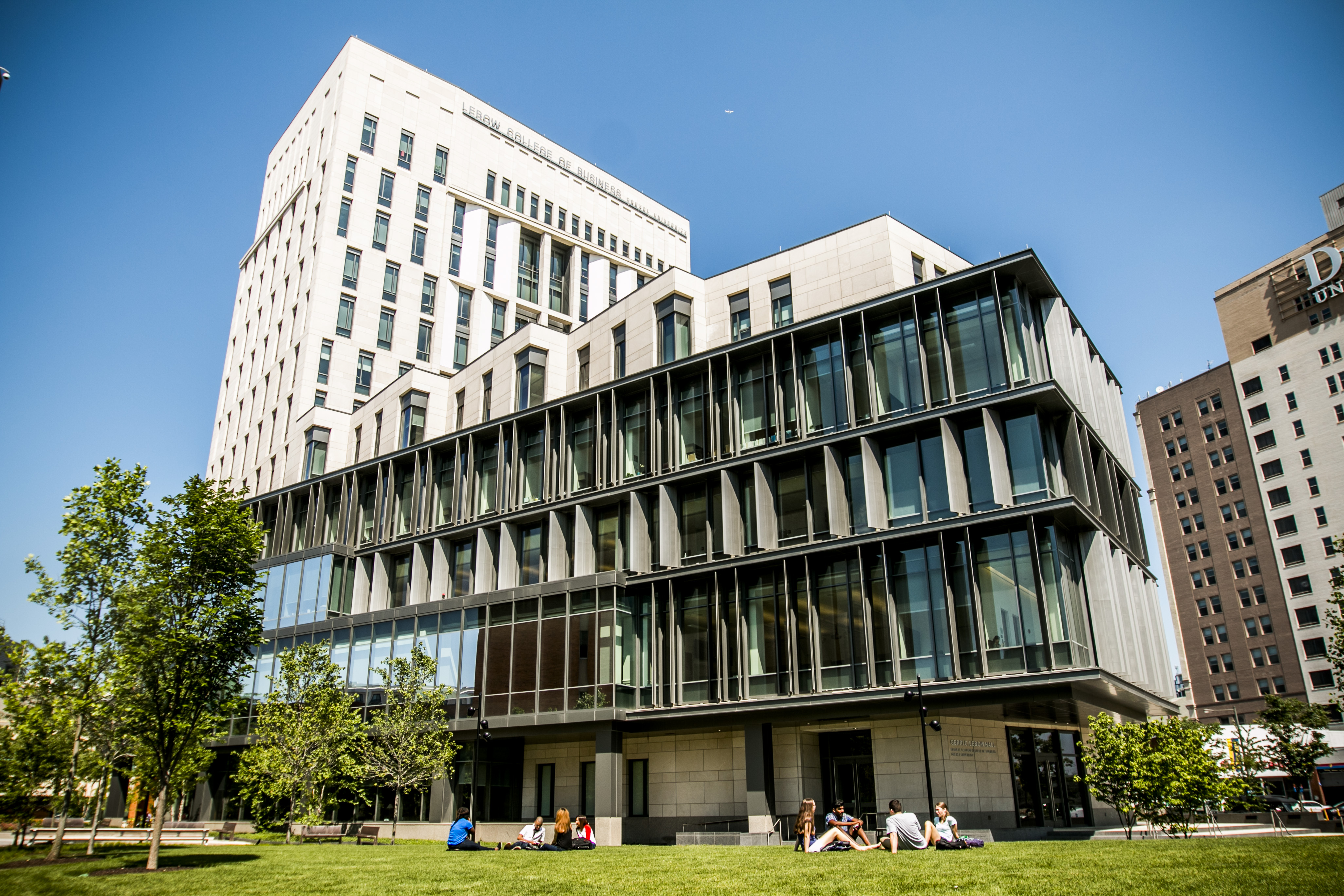
Коледж бізнесу Беннетт С. Лебов
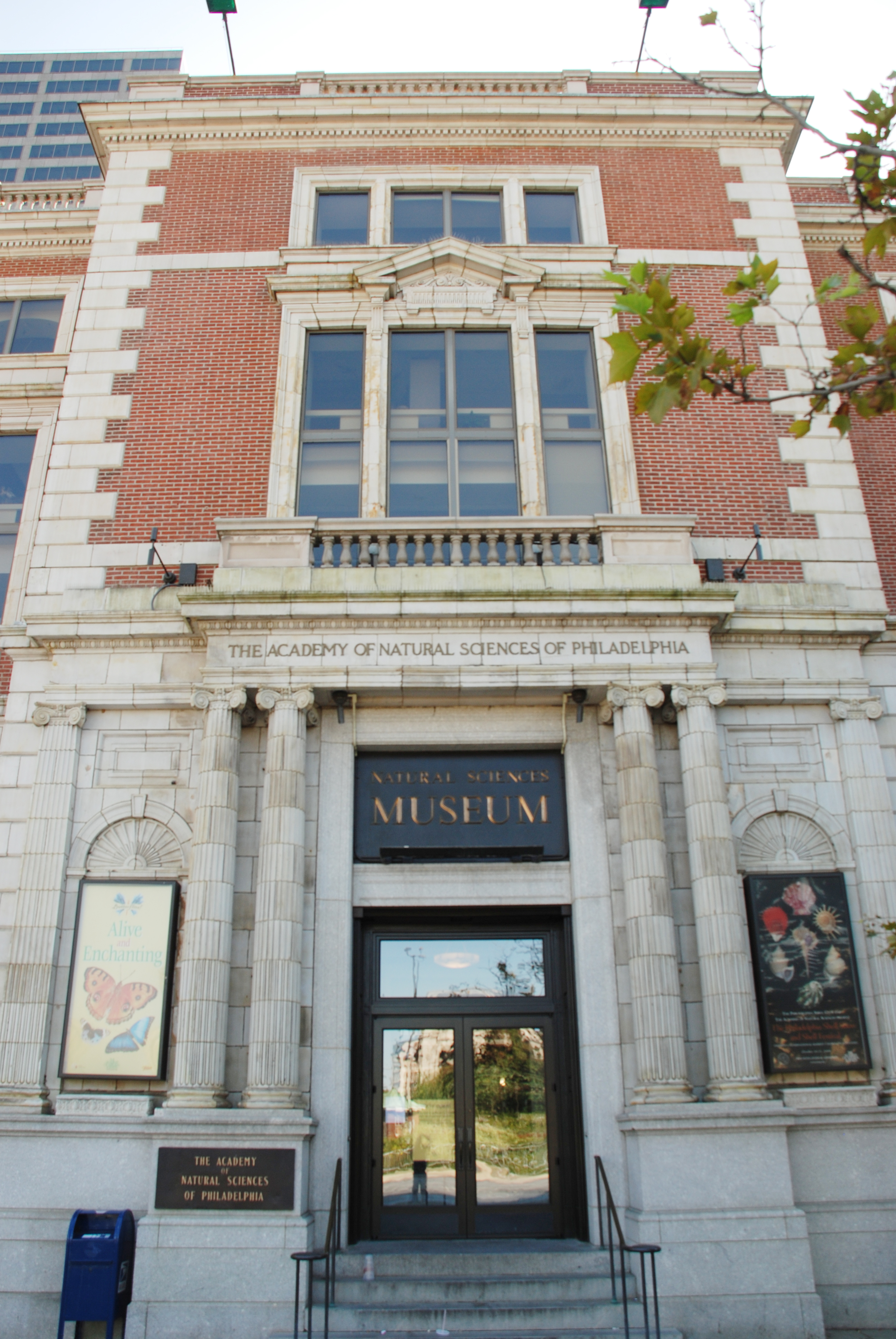
Академія природничих наук
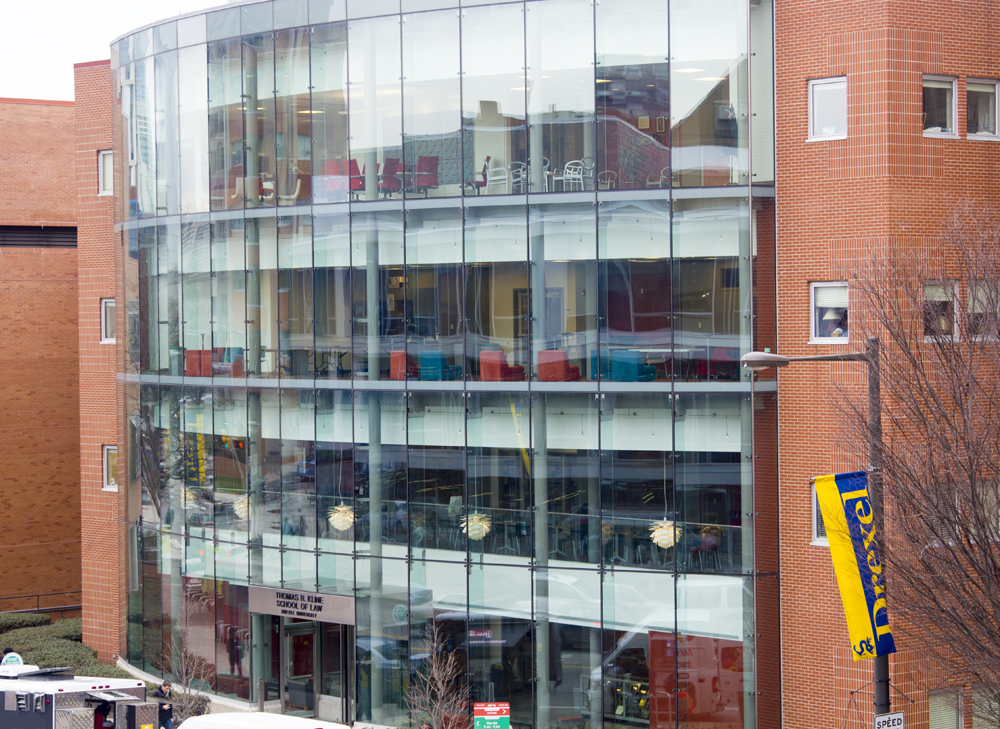
Школа права Томаса Р. Кліна